# Pleurogeophilus vetustus
Pleurogeophilus vetustus är en mångfotingart som beskrevs av Filippo Silvestri 1907. Pleurogeophilus vetustus ingår i släktet Pleurogeophilus och familjen storjordkrypare.
Artens utbredningsområde är Grekland. Inga underarter finns listade i Catalogue of Life.